# بیا با من پرواز کن
بیا با من پرواز کن (انگلیسی: Come Fly with Me) آلبومی با صدای فرانک سیناترا است که در سال ۱۹۵۸ منتشر شد.